# Nogueira, Fraião e Lamaçães
Nogueira, Fraião e Lamaçães (oficialmente: União das Freguesias de Nogueira, Fraião e Lamaçães) é uma freguesia portuguesa do município de Braga, com 8,4 km² de área e 15 015 habitantes (censo de 2021). A sua densidade populacional é 1 787,5 hab./km².

## História
Foi constituída em 2013, no âmbito de uma reforma administrativa nacional, pela agregação das antigas freguesias de Nogueira, Fraião e Lamaçães e tem a sede em Nogueira.

## Demografia
A população registada nos censos foi:
| Distribuição da População por Grupos Etários | Distribuição da População por Grupos Etários | Distribuição da População por Grupos Etários | Distribuição da População por Grupos Etários | Distribuição da População por Grupos Etários | Distribuição da População por Grupos Etários |
| -------------------------------------------- | -------------------------------------------- | -------------------------------------------- | -------------------------------------------- | -------------------------------------------- | -------------------------------------------- |
| Antes da agregação                           |                                              |                                              |                                              |                                              |                                              |
| Ano                                          | 0-14 anos                                    | 15-24 anos                                   | 25-64 anos                                   | >= 65 anos                                   | Total                                        |
| 2001                                         | 1542                                         | 1424                                         | 4669                                         | 675                                          | 8310                                         |
| 2011                                         | 2311                                         | 1407                                         | 8149                                         | 1187                                         | 13054                                        |
| Após a agregação                             |                                              |                                              |                                              |                                              |                                              |
| Ano                                          | 0-14 anos                                    | 15-24 anos                                   | 25-64 anos                                   | >= 65 anos                                   | Total                                        |
| 2021                                         | 2571                                         | 1508                                         | 8690                                         | 2246                                         | 15015                                        |